# Aeroporto de Grajaú
O aeroporto de Grajaú está localizado na cidade homônima, a 560 km de São Luís. Possui uma pista de terra, não sinalizada, e não opera-se nenhuma linha aérea na cidade.
A pista do aeroporto de Grajaú, se pavimentada e com infraestrutura adequada, poderia receber aeronaves de grande porte como o Boeing 737-800SFP, visto que este foi desenvolvido para pousos em pistas de até 1.500m.
Atualmente o aeroporto é usado apenas por empresas de táxi aéreo ou por empresários e políticos que visitam a cidade.